# Olivier Maurelli
Olivier Maurelli (n. 22 iulie 1970) este un handbalist ce a reprezentat Franța, medaliat olimpic. A participat la o ediție a Jocurilor Olimpice (2020) în care a câștigat o medalie de aur.

## Participări
Lista de mai jos prezintă principalele competiții la care a participat Olivier Maurelli de-a lungul carierei.
- Handbal la Jocurile Olimpice de vară din 2021 – Turneul masculin